# Kiririsha
Kiririsha o Kiririša, que significa "la gran diosa" o "la única grande", es la 'Señora de Liyan', una de las principales diosas de la religión elamita, adorada principalmente en el sur de Elam. Junto con Jumban e Inshushinak, formó la tríada suprema del panteón elamita.
Kiririsha, diosa madre, diosa de la fertilidad, diosa de la lucha y la guerra, protectora de los reyes y dueña de la muerte, formó otra tríada con su esposo Napirisha ("el gran dios" y principal deidad elamita en el II milenio a. C.) y el hijo de ambos, Hutran ("el poderoso").
Pinikir, otra diosa elamita que inicialmente estaba considerada como la deidad suprema durante el III milenio a. C., tenía unas características similares en el norte de Elam, pero a medida que el centro del reino fue cambiando gradualmente hacia el sur, se volvió menos importante y dio lugar a que la sustituyera la 'Señora de Liyan', Kiririsha.
Kiririsha aparece en un texto paleo-elamita (siglos XIX-XVIII a. C.), pero ocupó un lugar importante solo en el período medio-elamita (siglos XIV-XII a. C.). Ella y Napirisha suplantaron a la antigua pareja Humban-Pinikir, mientras que en Susa también tiene estrechos vínculos con el dios local Inshushinak.
Fue diosa tutelar de la ciudad de Liyan, en el Bushehr, al sur del reino elamita, en el golfo Pérsico. Las excavaciones en este lugar han sacado a la luz inscripciones votivas que indican que allí se encontraba un gran templo de esta diosa.
Su estatus de diosa madre y gran diosa la hace relacionarse con la diosa sumeria Ninhursag, pero también con Ishtar. Se reflejan unas características del panteón elamita y, probablemente, de otras religiones paganas antiguas de Asia Occidental como "la mala definición individualizada de dioses y diosas. La mayoría de ellos no solo eran seres inefables cuyo nombre real no se pronunciaba o era desconocido, pero también con ideas sublimes, que la raza humana no habría definido exactamente".